# 스코틀랜드 여자 프리미어리그
스코틀랜드 여자 프리미어리그(영어: Scottish Women's Premier League, SWPL)는 스코틀랜드의 가장 높은 여자 축구 리그로, 2002년에 설립되었다.